# Jugoslawische Krone

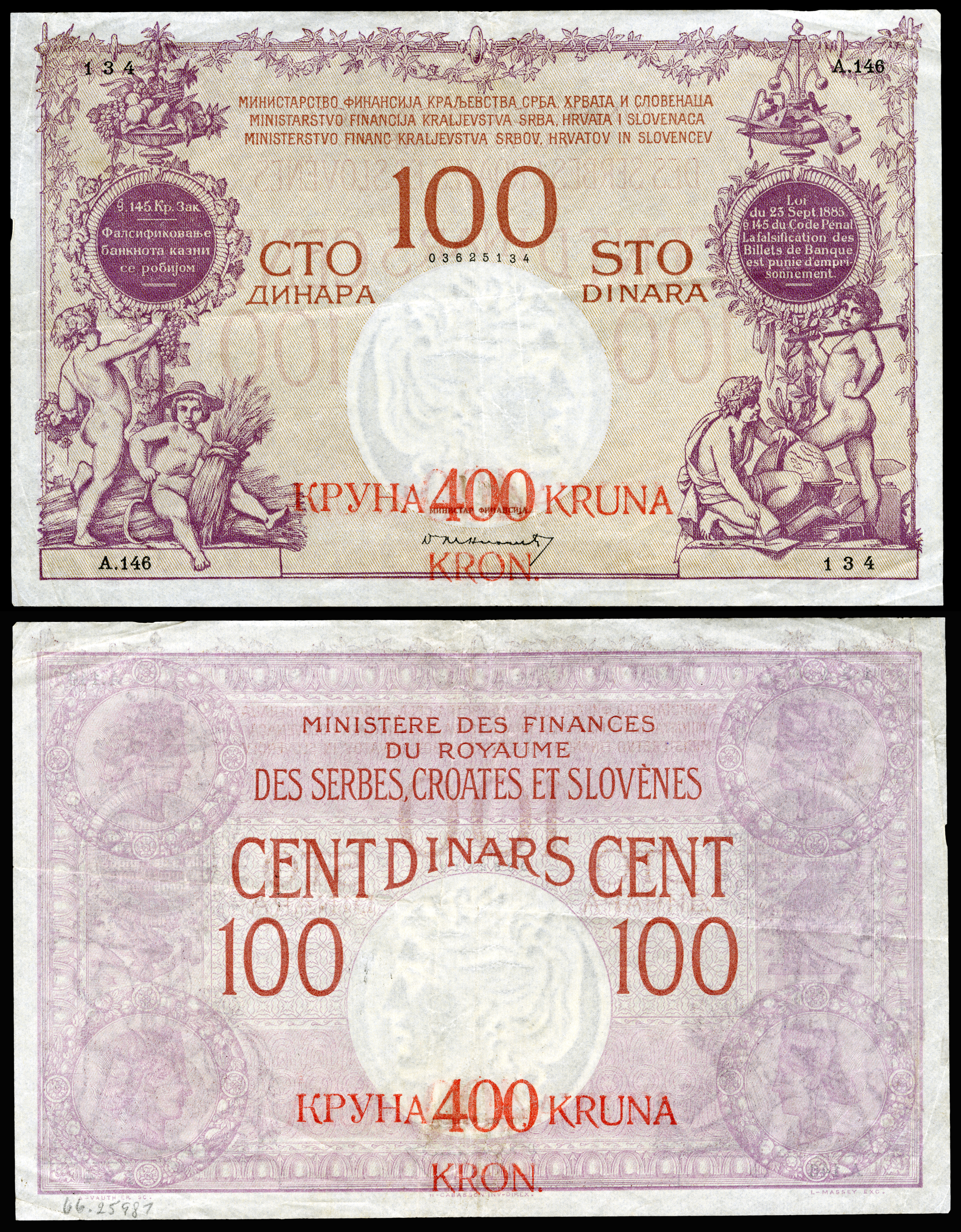
400-Kronen-Banknote auf einer überdruckten Dinar-Banknote

Die Jugoslawische Krone war eine Währung im Königreich Jugoslawien.

## Geschichte
Nach dem Ersten Weltkrieg zerfiel Österreich-Ungarn 1918 in mehrere kleinere Staaten, darunter auch den Staat der Slowenen, Kroaten und Serben, der bald mit dem Königreich Serbien zum Königreich Jugoslawien fusionierte. Diese sich vollziehende Neuorganisation zwischen südslawischen Völkern entsprach dem Ansinnen der Deklaration von Korfu vom 20. Juli 1917, wonach eine Gleichheit unter den beteiligten Staatsvölkern auf dieser programmatischen Grundlage angestrebt wurde. Darauf stützte sich neben anderen kulturellen, religiösen und politischen Zielen ebenso die Gleichstellung der lateinischen und kyrillischen Schriften im öffentlichen Leben des neuen Staates.
Die Jugoslawische Krone ersetzte ab dem 12. November 1918 die Österreichisch-ungarische Krone.
Die erste Ausgabe der Jugoslawischen Krone nutzte österreichisch-ungarische Banknoten von 1902, 1912, 1913, 1914 und 1915, die mit einem staatlichen schwarzen runden Überdruck in den ursprünglichen Nominalwerten von 10, 20, 50, 100 und 1000 Kronen erschienen. Die Werte 10, 20 und 50 hatten dreisprachig ausgestaltete Stempelaufdrucke (Kroatisch, Serbisch, Slowenisch). Für die 100- und 1000-Kronen-Banknoten gab es jeweils staatliche Stempelaufdrucke in den einzelnen Sprachen. Zudem waren Banknoten mit regionalen Stempelaufdrucken und Stempelkombinationen im Umlauf.
Die 1919 erschienene zweite Ausgabe erschien zu gleichen Nennwerten auf österreichisch-ungarischen Banknoten von 1902, 1904, 1912, 1913, 1914 und 1915; statt schwarzer Überbrückungen wurden aber Klebemarken genutzt. Die Marken im Wert von 10, 20 und 50 Kronen wurden zweisprachig in Kroatisch, Serbisch (kyrillisch) und Slowenisch ausgegeben, die Marken mit 100 und 1000 Kronen wurden in mehreren Sprachen und mit lateinischer und kyrillischer Beschriftung ausgegeben.
Eine kurzlebige Dinar-Ausgabe (½, 1 und 5 Dinar) wurde vom Finanzministerium des Königreichs mit der Aufschrift für Kronen überdruckt (Aufdruck: „КРУНА-KRUNA-KRON“). Er repräsentiert eine Währungsumstellung im Verhältnis 1 Dinar/4 Kronen. Die hier ausgegebenen Nennwerte waren 2, 4, 20, 40, 80, 400 und 4000 Kronen auf (in gleicher Reihenfolge) ½, 1, 5, 10, 20, 100 und 1000 Dinar. Nur die Banknoten 2 Kronen auf ½ Dinar und 4 Kronen auf dem 1-Dinar-Schein gab es in Varianten ohne Überdruck.
Die unmittelbar nachfolgende Banknotenemission im Dinar-System erfolgte durch die Narodna Banka Kraljevine Srba, Hrvata i Slovenaca mit den Nominalwerten 10, 100, 1000 Dinara (Plural), die mit den Ausgabetagen 1. November 1920 (nur 10 Dinara) und 30. November 1920 versehen sind.